# باربرا لويس
باربرا لويس (بالإنجليزية: Barbara Lewis)‏ هي مغنية ومغنية مؤلفة أمريكية، ولدت في 9 فبراير 1943 في بلدة سالم في الولايات المتحدة.

## وصلات خارجية
- باربرا لويس على موقع IMDb (الإنجليزية)
- باربرا لويس على موقع ميوزك برينز (الإنجليزية)
- باربرا لويس على موقع أول ميوزيك (الإنجليزية)
- باربرا لويس على موقع ديسكوغز (الإنجليزية)